# Hans Hindelang
Hans Hindelang (* 12. Oktober 1951 in Immenstadt) ist ein ehemaliger deutscher Radrennfahrer und nationaler Meister im Radsport.

## Sportliche Laufbahn
Hindelang begann mit dem Radsport im Verein RSV Sonthofen. Später startete er für die RSG Augsburg. Seine erste Medaille bei einer deutschen Meisterschaft gewann er 1973, als er beim Sieg von Hans Michalsky im 1000-Meter-Zeitfahren Dritter wurde. 1976 wurde er Vize-Meister, ebenfalls hinter Michalsky. Auch auf der Straße wurde er einmal Vize-Meister bei den Amateuren, 1977 wurde er Zweiter hinter Jürgen Kraft. Weitere Medaillen bei deutschen Meisterschaften gewann er im Zweier-Mannschaftsfahren, in der Mannschaftsverfolgung und im Steherrennen. 1977 wechselte er zu den Berufsfahrern und blieb dort bis 1991 aktiv. Seinen ersten Profi-Vertrag hatte er mit dem Radsportteam Willora in der Schweiz.
1983 wurde er deutscher Meister im Kriterium bei den Profis vor Horst Schütz. Er gewann einige Kriterien und bestritt bis 1986 mehr als 40 Sechstagerennen. Hindelang fuhr häufig Keirin-Rennen in Japan und konnte dort nach eigener Aussage in drei Monaten so viel Geld verdienen „wie in einer Sechstage-Saison ein erstklassiger Fahrer bekommt“. Sechsmal nahm er an den UCI-Straßen-Weltmeisterschaften teil, schied aber immer aus den Rennen aus. 1978 gewann er eine Etappe der Vuelta a Aragon. Er bestritt mit dem Giro d’Italia 1980 seine einzige Grand Tour und konnte diese Rundfahrt als 85. der Gesamtwertung beenden. Dabei gelang ihm ein siebter Rang beim Einzelzeitfahren der 5. Etappe.
1991 beendete er seine Laufbahn. Zeitweilig war er als Profikoordinator im Bund Deutscher Radfahrer (BDR) tätig.